# Магнум (бутылка)
.
Магнум (фр. Magnum) — использующаяся во Франции разновидность бутылки для шампанского, ёмкостью 1,5 литра.
В производстве шампанского французские виноделы помимо классической (0,75 л или половинный магнум) применяют ещё несколько видов бутылок различной ёмкости, названных именами исторических и библейских персонажей:
- Jeroboam (Иеровоам) — 2 магнума, то есть 3 литра;
- Rehoboam (Ровоам) — 3 магнума, 4,5 литра;
- Mathusalem (Матусалем / Мафусаил) — 4 магнума, 6 литров;
- Salmanazar (Салманазар) — 6 магнумов, 9 литров;
- Balthazar (Бальтазар) — 8 магнумов, 12 литров;
- Nabuchodonosor (Навуходоносор) — 10 магнумов, 15 литров (существовали ранее, но в настоящее время не выпускаются);
- Melchior (Мельхиор) — 12 магнумов, 18 литров;
- Salomon (Соломон) — 16 магнумов, 25 литров;
- Primat — 18 магнумов, 27 литров;
- Melchizedek (Мелхиседек) — 20 магнумов, 30 литров.

Наиболее распространенными являются половинный магнум (классическая бутылка), магнум, иеровоам и ровоам. Два последних используются в качестве бутылок сувенирного образца и фигурируют на больших общественных мероприятиях или в качестве представительских подарков.
Шампанские бутылки большой ёмкости дороги в производстве, так как для их производства требуется высококачественное стекло и сложное оборудование, кроме того, изготовить такую бутылку по силам лишь очень опытному стеклодуву. К тому же, шампанские бутылки большой ёмкости отличаются и весьма большой массой — помимо налитого в них шампанского изрядно весит и сама бутылка, поскольку она должна выдерживать избыточное давление около 500 кПа (5 атмосфер) и поэтому имеет весьма толстые стенки.
В странах бывшего СССР такие бутылки практически не применяются и выглядят для жителей этих стран весьма необычно. Для указанного региона классической бутылкой для шампанского считается бутылка ёмкостью 0,75 литра. Местные производители достаточно редко решаются лить своё шампанское в бутылки магнум и большей ёмкости. Так, компания «Кубаньвинпром» (Краснодар) разливает шампанское «Традиции старины» как в классическую бутылку, так и в бутылку иеровоам.